# Espen Knutsen
Kjell Espen 'Shampoo' Knutsen (født 12. januar 1972 i Oslo) er en  norsk tidligere professionel ishockeyspiller.
Knuts brød igennem på norsk Vålerenga Ishockey. Derefter blev Knutsen rekrutteret til  Djurgårdens IF og derfra til  NHL 's Anaheim Mighty Ducks. Knuts vendte senere tilbage til Djurgården for at spille igen i NHL, nu i Columbus Blue Jackets. Knuts vendte tilbage til Djurgården et par år senere, men blev tvunget til at afslutte deres spillekarriere på grund af fysiske problemer.[kilde mangler]
I dag er Knutsen en del af Vålerenga IFs medarbejdere.  2002 Knutsen sprang i en All Star-kamp i NHL.